# Tyler Myers
Pour les articles homonymes, voir Myers.
Tyler Myers (né le 1er février 1990 à Houston, Texas aux États-Unis) est un joueur professionnel canado-américain de hockey sur glace.
Bien qu'étant né au Texas, il a grandi en Alberta et représente le Canada sur la scène internationale.

## Biographie

### Carrière de joueur
Il a joué en junior avec les Rockets de Kelowna de la Ligue de hockey de l'Ouest. Il a été un choix de 1er tour des Sabres de Buffalo de la Ligue nationale de hockey en 2008. Il participe avec l'équipe LHOu au Défi ADT Canada-Russie en 2008. Le 11 février 2015, il est échangé aux Jets de Winnipeg avec Drew Stafford en retour d'Evander Kane et de Zach Bogosian.

### Carrière internationale
Myers représente l'équipe du Canada au niveau international. Il a remporté la médaille d'or avec l'équipe junior en janvier 2009.

## Statistiques

### En club
| Saison     | Équipe                      | Ligue       |     | Saison régulière | Saison régulière | Saison régulière | Saison régulière | Saison régulière |   | Séries éliminatoires | Séries éliminatoires | Séries éliminatoires | Séries éliminatoires | Séries éliminatoires |
| Saison     | Équipe                      | Ligue       | PJ  | B                | A                | Pts              | Pun              | PJ               | B | A                    | Pts                  | Pun                  |                      |                      |
| 2005-2006  | Midget Hounds de Notre Dame | SMHL        | 34  | 4                | 6                | 10               | 78               | -                | - | -                    | -                    | -                    |                      |                      |
| 2005-2006  | Rockets de Kelowna          | LHOu        | 9   | 0                | 1                | 1                | 2                | 8                | 1 | 0                    | 1                    | 2                    |                      |                      |
| 2006-2007  | Rockets de Kelowna          | LHOu        | 59  | 2                | 13               | 15               | 78               | -                | - | -                    | -                    | -                    |                      |                      |
| 2007-2008  | Rockets de Kelowna          | LHOu        | 65  | 6                | 13               | 19               | 97               | 7                | 1 | 2                    | 3                    | 12                   |                      |                      |
| 2008-2009  | Rockets de Kelowna          | LHOu        | 58  | 9                | 33               | 42               | 105              | 22               | 5 | 15                   | 20                   | 29                   |                      |                      |
| 2009       | Rockets de Kelowna          | C. Memorial | -   | -                | -                | -                | -                | 4                | 1 | 3                    | 4                    | 6                    |                      |                      |
| 2009-2010  | Sabres de Buffalo           | LNH         | 82  | 11               | 37               | 48               | 32               | 6                | 1 | 0                    | 1                    | 4                    |                      |                      |
| 2010-2011  | Sabres de Buffalo           | LNH         | 80  | 10               | 27               | 37               | 40               | 7                | 1 | 5                    | 6                    | 16                   |                      |                      |
| 2011-2012  | Sabres de Buffalo           | LNH         | 55  | 8                | 15               | 23               | 33               | -                | - | -                    | -                    | -                    |                      |                      |
| 2012-2013  | EC Klagenfurt AC            | EBEL        | 17  | 3                | 7                | 10               | 37               | -                | - | -                    | -                    | -                    |                      |                      |
| 2012-2013  | Sabres de Buffalo           | LNH         | 39  | 3                | 5                | 8                | 32               | -                | - | -                    | -                    | -                    |                      |                      |
| 2013-2014  | Sabres de Buffalo           | LNH         | 62  | 9                | 13               | 22               | 58               | -                | - | -                    | -                    | -                    |                      |                      |
| 2014-2015  | Sabres de Buffalo           | LNH         | 46  | 3                | 9                | 12               | 61               | -                | - | -                    | -                    | -                    |                      |                      |
| 2014-2015  | Jets de Winnipeg            | LNH         | 24  | 3                | 12               | 15               | 16               | 4                | 1 | 0                    | 1                    | 2                    |                      |                      |
| 2015-2016  | Jets de Winnipeg            | LNH         | 73  | 9                | 18               | 27               | 72               | -                | - | -                    | -                    | -                    |                      |                      |
| 2016-2017  | Jets de Winnipeg            | LNH         | 11  | 2                | 3                | 5                | 13               | -                | - | -                    | -                    | -                    |                      |                      |
| 2017-2018  | Jets de Winnipeg            | LNH         | 82  | 6                | 30               | 36               | 48               | 16               | 4 | 3                    | 7                    | 8                    |                      |                      |
| 2018-2019  | Jets de Winnipeg            | LNH         | 80  | 9                | 22               | 31               | 63               | 6                | 0 | 0                    | 0                    | 4                    |                      |                      |
| 2019-2020  | Canucks de Vancouver        | LNH         | 68  | 6                | 15               | 21               | 49               | 10               | 0 | 0                    | 0                    | 24                   |                      |                      |
| 2020-2021  | Canucks de Vancouver        | LNH         | 55  | 6                | 15               | 21               | 51               | -                | - | -                    | -                    | -                    |                      |                      |
| 2021-2022  | Canucks de Vancouver        | LNH         | 82  | 1                | 17               | 18               | 66               | -                | - | -                    | -                    | -                    |                      |                      |
| 2022-2023  | Canucks de Vancouver        | LNH         | 78  | 1                | 16               | 17               | 76               | -                | - | -                    | -                    | -                    |                      |                      |
| 2023-2024  | Canucks de Vancouver        | LNH         | 77  | 5                | 24               | 29               | 77               | 12               | 0 | 1                    | 1                    | 6                    |                      |                      |
| Totaux LNH | Totaux LNH                  | Totaux LNH  | 995 | 93               | 278              | 371              | 787              | 61               | 7 | 9                    | 16                   | 64                   |                      |                      |

### En équipe nationale
| Année | Équipe     | Compétition                  |   | PJ | B | A | Pts | Pun           |  | Résultat |
| 2008  | Canada U18 | Championnat du monde -18 ans | 7 | 1  | 1 | 2 | 10  | Médaille d'or |  |          |
| 2009  | Canada U20 | Championnat du monde junior  | 6 | 1  | 0 | 1 | 2   | Médaille d'or |  |          |
| 2010  | Canada     | Championnat du monde         | 7 | 0  | 2 | 2 | 4   | 7e place      |  |          |
| 2014  | Canada     | Championnat du monde         | 8 | 0  | 2 | 2 | 6   | 5e place      |  |          |

## Trophées et honneurs personnels

### Ligue de hockey de l'Ouest
- 2009 : nommé joueur par excellence des séries

### Coupe Memorial
- 2009 : nommé dans l'équipe d'étoiles du tournoi

### Ligue nationale de hockey
- 2009-2010 : récipiendaire du trophée Calder remis à la recrue par excellence